# II Всемирный фестиваль молодёжи и студентов

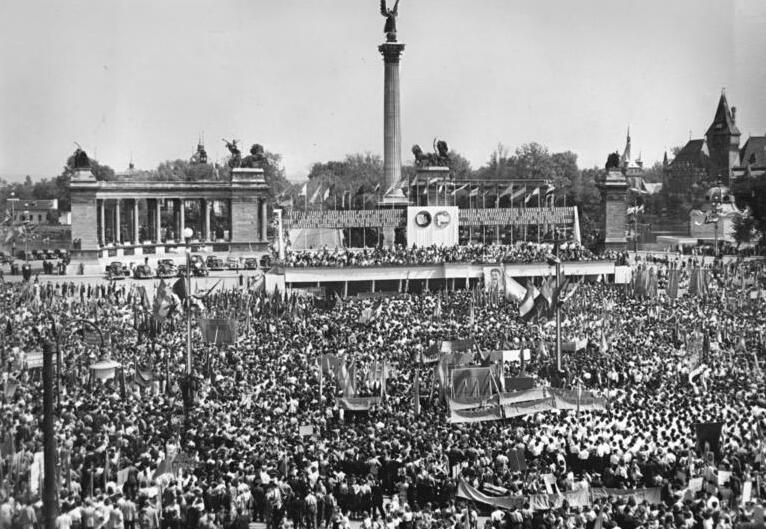
Фестиваль в Будапеште

Второй международный фестиваль молодёжи и студентов — фестиваль студенчества и молодёжи планеты проходивший в 1949 году в Будапеште, столице социалистической Венгрии.

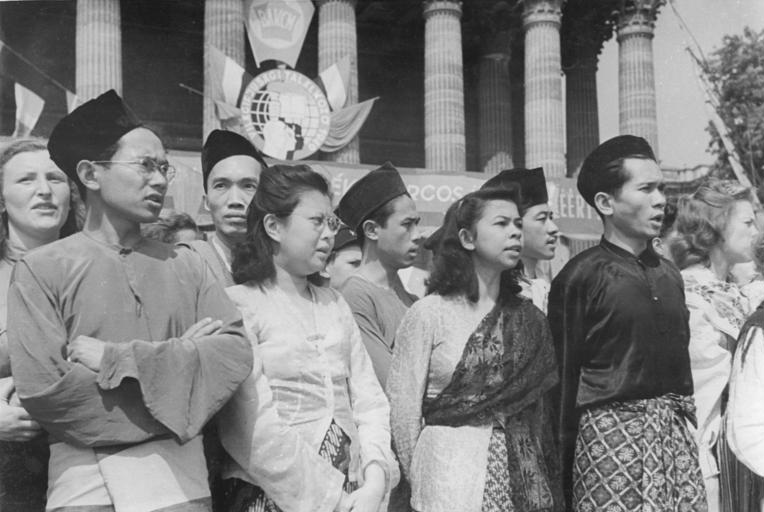
Делегация Индонезии на II Всемирном фестивале молодёжи и студентов

Открывшись 14 августа, фестиваль продлился ровно две недели. Церемония закрытия состоялась 28 августа.
Второй фестиваль показал востребованность подобных мероприятий, ведь если I Всемирный фестиваль молодёжи и студентов собрал 17000 участников из 71 страны, то во втором уже были представлены участники из 82 стран. И хотя число самих участников оказалось на 6000 меньше, чем в первом фестивале, это никак не отображало числа желающих принять непосредственное участие в событии.
Восточногерманская делегация впервые приняла участие на фестивале в качестве делегации независимого государства.
Упор в политической части программы фестиваля делался на антиколониальную борьбу жителей Индонезии, Малайзии и Французского Индокитая и антифашистскую борьбу испанского и греческого народов.
Большую моральную поддержку фестивалю высказали некоторые выдающиеся личности:

Вместе мы будем бороться за мир и построим мир, в котором справедливость восторжествует везде, и будет хорошо жить.— Фредерик Жолио-Кюри, нобелевский лауреат, экс-президент Постоянного комитета Всемирного конгресса сторонников мира

Мир необходим молодёжи в первую очередь, потому что без мира нет жизни. Молодёжь — одна из величайших сил мира, потому что она вкладывает в борьбу за мир свои мечты, надежды и энергию.— Джеймс Джеральд Кроутер, популяризатор науки, генеральный секретарь Всемирной федерации научных работников
Именно в Будапеште во время проведения фестиваля состоялся международный футбольный турнир, где победила страна-хозяин благодаря участию в команде многих именитых футболистов страны. Впрочем и в последующие два турнира, сборная Венгрии повторила свой успех.
Отмеченная в Венгрии тенденция к росту числа стран-участниц фестивалей молодёжи сохранится ещё на несколько десятилетий.